# Pamlico County
Pamlico County är ett administrativt område i delstaten North Carolina, USA, med 13 144 invånare. Den administrativa huvudorten (county seat) är Bayboro. 

## Geografi
Enligt United States Census Bureau har countyt en total area på 1 467 km² varav 873 km² är land och 594 km² vatten. 

### Angränsande countyn
- Beaufort County - norr
- Hyde County - nordost
- Carteret County - sydost
- Craven County - sydväst